# Gutova zahrada v Žamberku
Gutova zahrada je dendrologicky cenná lokalita v části města Žamberka zvané „Špitálka“ v blízkosti letiště.
V zahradě o rozloze 6157 m² roste na 50 druhů stromů, keřů a okrasných trvalek. Z listnatých stromů to je např. Dub letní či Dub červený, Buk lesní, Javor mléč, Javor tatarský a Javor babyka. Z keřů to je např. Svída krvavá či Tavolník vrbolistý. K jehličnatým druhům patří např. Douglaska tisolistá, Borovice vejmutovka, Borovice limba či Borovice  černá, Cypřišek Lawsonův a Zerav východní. Mnohé z rostlin v Gutově zahradě jsou chráněné a vzácné.
V roce 1939 tento pozemek zakoupili za 12 420 korun od města Žamberka místní advokát Ladislav Gut a jeho manželka Zora. Na tehdejší louce vybudovali v průběhu následujících dvou let ovocnou zahradu s rybníčkem a „weekendovou“ chatkou.
Po 2. světové válce se rodina přestěhovala do Prahy. Následně byl Ladislav Gut komunistickým režimem donucen uzavřít svoji advokátní kancelář a dále pracovat jako údajně špatně placený úředník. V roce 1948 se tedy rozhodl za 75 000 Kčs zahradu prodat Marii Hruškové z Třebechovic pod Orebem, která dále rozvíjela pestrou výsadbu zahrady. Když v roce 1984 Marie Hrušková zemřela, připadla v rámci dědictví zahrada jejímu bratru Ladislavu Dědourkovi.
V roce 1989 po smrti Ladislava Dědourka se zahradou hospodařil stát a po Sametové revoluci získal pozemek k užívání místní Český svaz ochránců přírody. Od roku 2016 se o Gutovu zahradu starají žamberští skauti.

## Fotogalerie

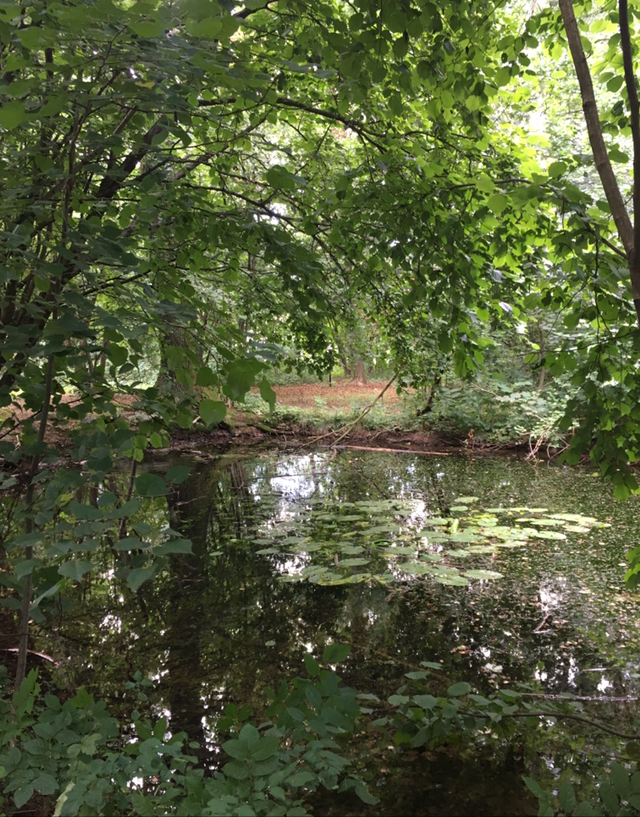
Jezírko v Gutově zahradě
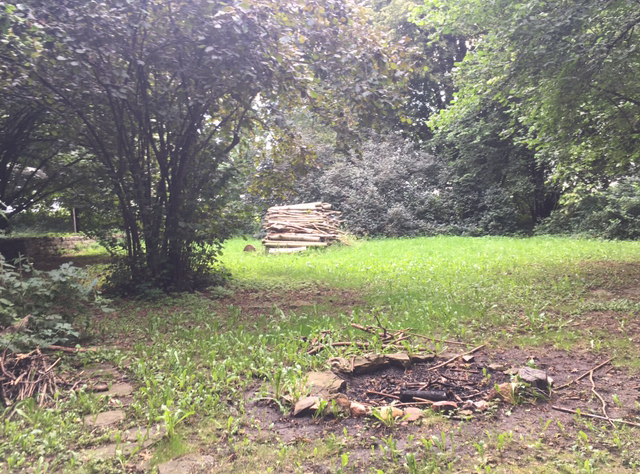
Skautské ohniště
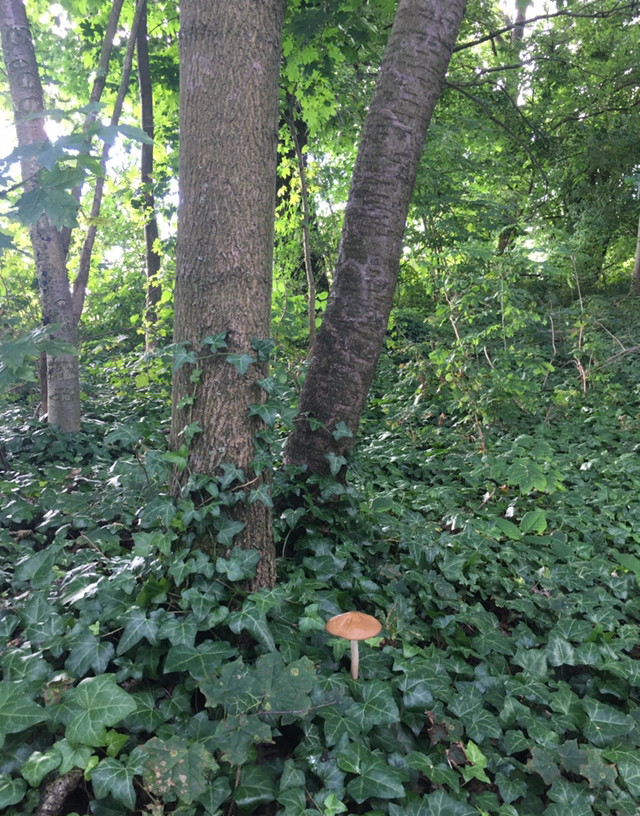
Bujná vegetace
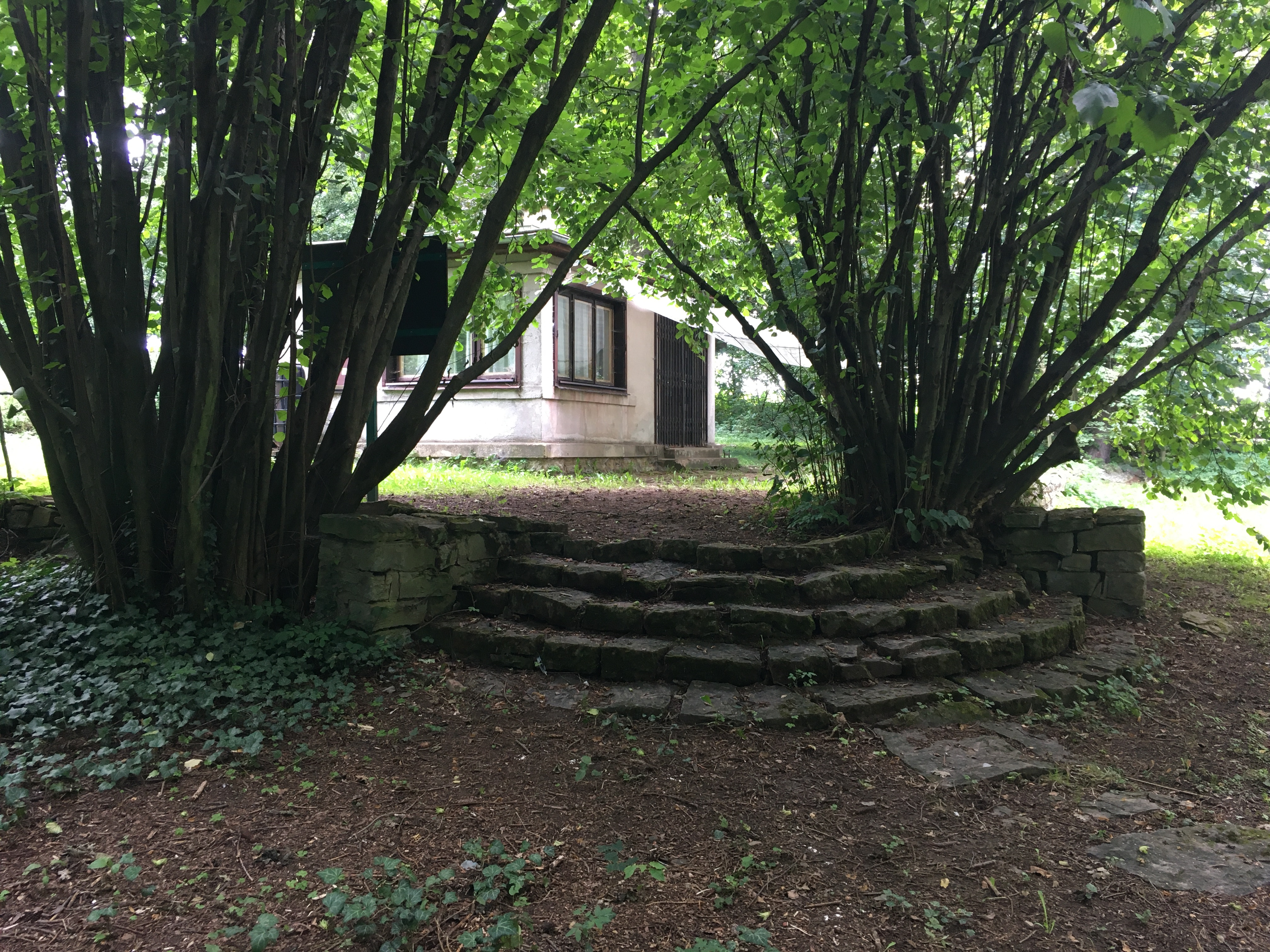
Chatka